# Shellharbour (LGA)
City of Shellharbour is een Local Government Area (LGA) in Australië in de staat New South Wales. City of Shellharbour telt 66.905 inwoners. De hoofdplaats is Shellharbour City Centre. Albion Park is een buitenwijk van Shellharbour.

## Geboren
- Michelle Heyman (1988), voetbalster
- Caitlin Foord (1994), voetbalster